# Valeur vie client
La valeur vie client (en anglais customer lifetime value, CLV) est, en marketing, la somme des profits attendus sur la « durée de vie » d'un client (durée pendant laquelle la personne est cliente de l'entreprise), ajustés de l'inflation,.